# Три оберти колеса Дгарми

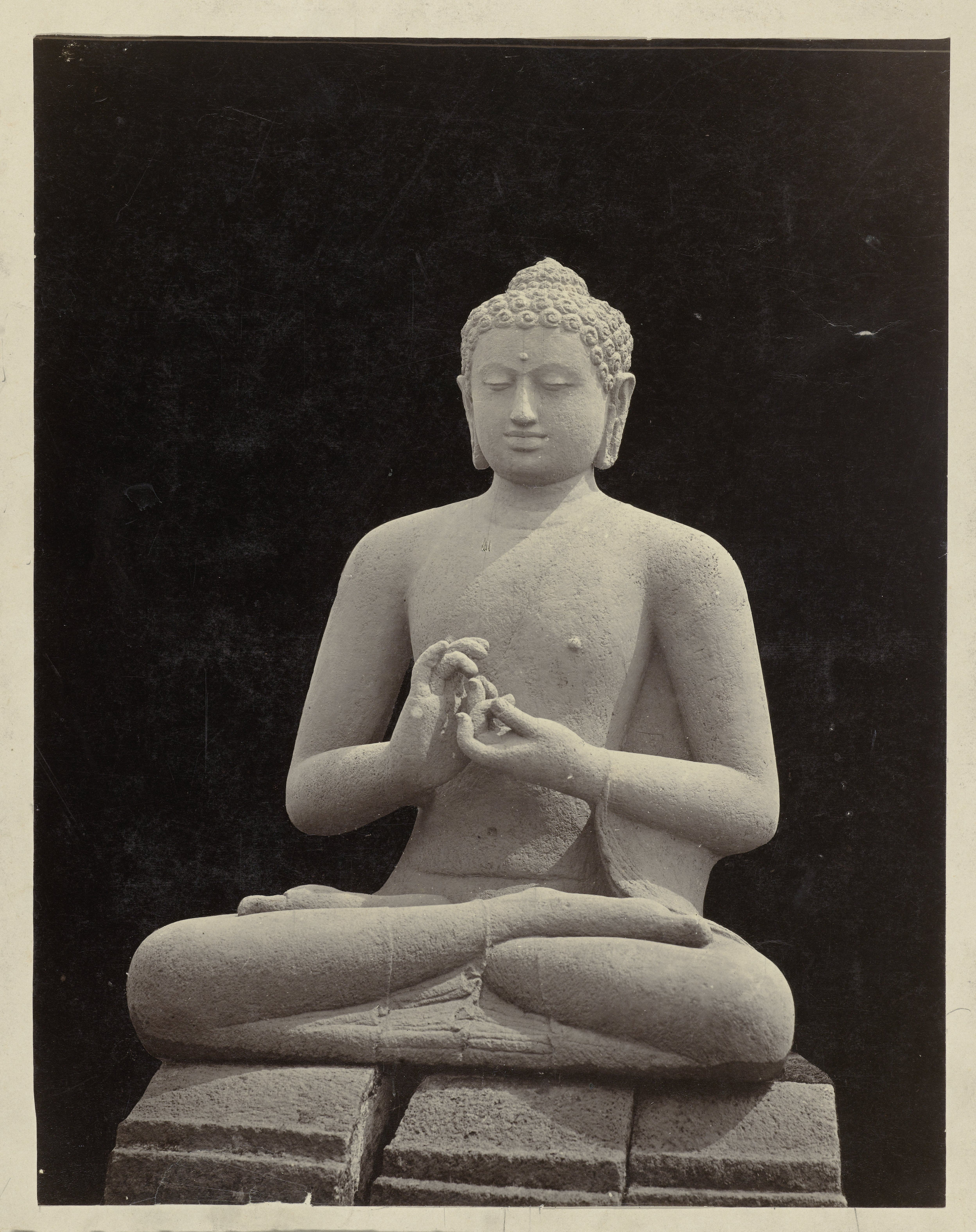
Будда робить «Дгармачакра мудру», що означає приведення в рух Закону (Дгарми). Бородур, ступа № 11. 1873 рік.

Три оберти колеса Дгарми (санскр. त्रिधर्मचक्रप्रवर्तन, трансліт. tri-dharma-cakra-pravartana, тиб. ཆོས་ཀྱི་འཁོར་ལོ་གསུམ, трансліт. chos kyi 'khor lo gsum) — поняття, що виникло в першій проповіді історичного Будди Сіддгартхи Ґаутами, в якій кожна з Чотирьох Благородних Істин розглядається трьома способами. Пізніше вона була підхоплена і розвинута в махаянському буддизмі, зокрема в школі Йоґакара, в розділі VII основної сутри цієї школи під назвою «Сутра розкриття глибинного сенсу» (Сандхінірмокана-сутра), де йдеться про класифікацію буддійських сутр за ступенем їхньої досконалості. Згідно з цим текстом, Будда викладав свої вчення у трьох основних циклах, які називаються «обертами колеса Дгарми». Згідно з «Сутрою Сандхінірмочани», існувало три послідовні серії вчень: перші дві були недосконалими, тому потрібна була третя серія, яка є досконалою, оскільки розкриває глибинний зміст концепцій Будди.

## Три оберти колеса

### Перший оберт
Перший поворот відбувся в Сарнаті в «Оленячому парку», де Будда навчав Чотирьох Шляхетних Істин. Ця перша бесіда є основою вчення, зверненого до всіх, яке він продовжував розвивати й поширювати до самої смерті. Повністю це вчення можна знайти в палійському каноні, а також, з деякими відмінностями чи варіаціями, в китайському та тибетському канонах. Тексти, які відтворюють це вчення, є єдиними, прийнятними для течій тхеравади, махаяни та ваджраяни.

### Другий оберт
Другий поворот відбувся на горі Гриф поблизу Раджаґри (нині Раджгір). Будда передав своїм найбільш просунутим учням вчення Праджняпараміти, в якому було викладено вчення про Порожнечу. Це вчення, надто складне для людей того часу, мало бути розкрите пізніше. Вони складають так звані «сутри праджняпараміти», найвідомішими з яких є «Сутра серця» і «Сутра діаманта». Ці тексти доповнюються іншими відомими сутрами, такими як Лотосова сутра та Вімалакірті сутра.

### Третій оберт
Будда навчав третьому повороту Дгарми, зосереджуючись на світловому аспекті розуму, у Вайшалі, Сравасті та на горі Малая. Він ввів такі поняття, як свідомість-сховище, три природи і Татхагатагарбха, природа Будди в усіх істотах. Пізніше Асанга розвинув ці вчення у своїх П'яти трактатах Майтреї, які включають Махаяна-сутраланкару, Абхісамаяланкару, Мадх'янтавібхангу, Дгарматавібхангу та Махаяноттаратантра-шастру.

## Дебати
Слід також додати, що в індо-тибетській махаяні серед усіх текстів трьох етапів руху проводиться нове розрізнення між сутрами попереднього значення (neyārtha IAST) і сутрами остаточного значення (nīthārta IAST). Цей новий поділ призвів до дискусій і розбіжностей між філософськими школами.
Таким чином, друге колесо Дгарми слугує основою для школи мадг'ямаки, заснованої Наґарджуною, тоді як третє належить до течії йоґачари, заснованої двома братами Асанґою та Васубандгу. Загалом, школа Йоґачари і школа Мадг'ямака вважають, що третє коло є остаточним, тоді як друге коло є тимчасовим, і тому має бути інтерпретоване і доповнене текстами третього кола. Для школи мадг'ямака ранґтонґ, і зокрема для Цонґкхапи (1357-1419) правильним є протилежне.